# Alessandro Giglio Vigna
Alessandro Giglio Vigna (Ivrea, 13 dicembre 1980) è un politico italiano.

## Biografia
Alle elezioni amministrative del 2004 è candidato consigliere della provincia di Torino per la Lega Nord nel collegio di Ivrea, ma non è eletto.
Alle elezioni politiche del 2006 è candidato alla Camera per la circoscrizione Piemonte 1 nella lista della Lega Nord, ma non è eletto.
È stato consigliere comunale di Orio Canavese dal 2007 al 2008. 
Alle elezioni politiche del 2008 è ricandidato alla Camera per la circoscrizione Piemonte 1 nella lista della Lega Nord, ma non è eletto.
Alle elezioni amministrative del 2008 è candidato sindaco di Ivrea per la Lega Nord, ottenendo il 5,42% e risultando eletto consigliere comunale, carica che ricoprirà fino al 2013.
Alle elezioni politiche del 2018 è eletto deputato per la Lega nel collegio plurinominale Piemonte 1 - 02. È membro dal 2018 della Commissione parlamentare per l’attuazione del federalismo fiscale, nonché dal 2019 della XIV Commissione politiche dell’Unione europea
Alle elezioni politiche del 2022 viene ricandidato per la coalizione di centrodestra ed eletto nel collegio uninominale Piemonte 1 - 04 (Chieri) con il 47,15%, superando Antonella Giordano del centrosinistra (27,61%) e Antonino Iaria del Movimento 5 Stelle (10,39%).